# Kwietniewski
Kwietniewski (forma żeńska: Kwietniewska; liczba mnoga: Kwietniewscy) – nazwisko polskie. Wg bazy PESEL 17.01.2015 nazwisko to nosiło 2351 Polaków.

## Znani przedstawiciele
- Andrzej Kwietniewski – polski plastyk, scenograf i twórca filmów
- Wanda Kwietniewska – polska piosenkarka popowa
- Rafał Kwietniewski – polski aktor telewizyjny i teatralny
- Czesław Kwietniewski – polski polityk, poseł na Sejm
- Józef Kwietniewski – polski polityk, poseł na Sejm
- Marian Kwietniewski – polski inżynier, profesor nauk technicznych
- Anna Kwietniewska – polska lekarka i polityk, posłanka na Sejm
- Barbara Kwietniewska – polska lekkoatletka, sprinterka i płotkarka